# Sorcerer (Miles Davis)
Sorcerer è un album registrato dal quintetto di Miles Davis nel maggio del 1967.

## Il disco
Le sessioni di studio che produssero quest'album sono le prime di molte che ebbero luogo tra il maggio e il luglio del 1967, durante le quali Davis sviluppò un repertorio interamente centrato su composizioni originali di membri del quintetto, anche se pochi di questi pezzi entrarono poi a fare stabilmente parte dei concerti dal vivo del gruppo.
La registrazione include una traccia del 1962 (col cantante Bob Dorough) che fu la prima registrazione di Wayne Shorter con Davis. Il pezzo (registrato cinque anni prima con un gruppo completamente diverso) contrasta abbastanza con l'atmosfera del resto dell'album.
Dei pezzi registrati su questo album, solo Masqualero venne anche eseguito dal vivo, almeno fino all'aprile del 1970: l'ultima incisione dal vivo si trova sull'album Black Beauty. Hancock registrò Sorcerer nel suo album Speak Like a Child.
La donna ritratta sulla copertina è l'attrice Cicely Tyson e Davis disse che metterla sulla copertina fu anche un modo per annunciare pubblicamente il loro legame.

## Tracce
1. Prince of Darkness - 6:26 (W. Shorter)
2. Pee Wee - 4:45 (T. Williams)
3. Masqualero - 8:51 (W. Shorter)
4. The Sorcerer - 5:08 (H. Hancock)
5. Limbo - 7:16 (W. Shorter)
6. Vonetta - 5:35 (W. Shorter)
7. Nothing Like You - 1:56 (F. Landesman-B. Dorough) (1962)

## Formazione
- Miles Davis - tromba
- Wayne Shorter - sax tenore
- Herbie Hancock - pianoforte
- Ron Carter - contrabbasso
- Tony Williams - batteria

La formazione di Nothing Like You è diversa:
- Miles Davis - tromba
- Frank Rehak - tuba
- Wayne Shorter - sax tenore
- Paul Chambers - contrabbasso
- Jimmy Cobb - batteria
- Willie Bobo (William Correa) - bongo
- Bob Dorough - voce